# Foyer d’accueil médicalisé interdépartemental Patrick-Devedjian
Le foyer d’accueil médicalisé interdépartemental Patrick-Devedjian est un foyer d'accueil médicalisé situé sur le site de Bécheville aux Mureaux, et de l’hôpital de Meulan-Mureaux, destiné en priorité aux adultes autistes. Il est créé par appel à projet en 2017, les travaux démarrant en 2019. 
Présenté comme une structure modèle devant empêcher l'émigration vers la Belgique au moment de son ouverture en novembre 2021, il est dénoncé trois ans plus tard par d'anciens salariés et neuf associations pour des maltraitances systémiques et des mises en danger de la vie des résidents. 

## Histoire
L'appel à projets qui mènera à la création de ce foyer d'accueil médicalisé (FAM) est lancé conjointement en 2017 par les départements des Yvelines et des Hauts-de-Seine, et l’Agence régionale de santé d’Île-de-France, et doit concerner le site de Bécheville aux Mureaux, dans le cadre du rapport « Zéro sans solutions » et de la démarche « Une réponse accompagnée pour tous », afin de prévenir les départs de personnes autistes vers la Belgique, pour une ouverture prévue en 2020. Il est prévu d'ouvrir un FAM spécialisé autisme de 66 places dont 4 en unité renforcée, et 50 places pour les troubles psychiques ; le site devrait comporter aussi un service d'accompagnement médico-social pour adultes handicapés (SAMSAH) de 42 places pour adultes autistes en capacités de travailler et de s'autonomiser, et deux pôles de compétences et prestations externalisées (PCPE) à raison d'un par département afin d'aider des enfants, adolescents et adultes sans solution transitoirement. Plusieurs associations du domaine du handicap s'opposent alors à ce projet, soulignant une « logique asilaire » et une « méga structure loin de tout », qui n’est « pas compatible avec le profil de personnes présentant des handicaps réputés complexes ».
Décrit comme « l'une des mesures emblématiques promises par Pierre Bédier et Patrick Devedjian en 2016 dans le cadre du rapprochement des départements des Yvelines et des Hauts-de-Seine », les travaux sont lancés en novembre 2019. 
Pierre Bédier, alors président du conseil départemental des Yvelines, déclare que l'intention est de prévenir les départs en Belgique. Il est prévu que 250 emplois soient créés en lien avec ce foyer, ce que la directrice générale de l’Agence régionale de santé d'Île-de-France Amélie Verdier décrit comme une « véritable concentration d’expertise »,. Le coût total des travaux se monte à 31 millions d'€, gérés par l'agence régionale de santé, dont 20 payés par le conseil départemental des Yvelines et 10 par celui des Hauts-de-Seine,. Les recrutements de personnel débutent en avril 2021 ; le foyer est en phase d'équipement durant le mois de juin.
Le directeur du FAM au moment de son ouverture est Boujma Gouirir. Ce foyer est inauguré le 17 septembre, et ouvre finalement le 4 octobre 2021 sur le site de Bécheville situé dans une clairière près du bois,. Il prend le nom de « Foyer d’accueil médicalisé interdépartemental Patrick-Devedjian », en hommage à cet homme politique alors récemment décédé, qui était très attaché à l'ouverture de cette structure,. L'épouse de Patrick Devedjan se déclare émue de cet hommage ; plusieurs familles signalent par ailleurs leur longue attente pour placer un proche dans ce foyer.
Une fête foraine est organisée sur le site pour la première fois durant l'été 2023.

## Description
Le FAM s'étend sur 9 700 m2. L'architecture des bâtiments a des lignes horizontales aux tons « vanille et ocre ». Les chambres sont toutes équipées de salles de bains et portent des noms de grandes villes, telles que Marrakech et Moscou, ou bien des noms de fleuves tels que Le Nil et L'Amazone. En plus des « unités de vie », le site compte « des salles d'activités, des espaces extérieurs sécurisés, une terrasse protégée et une salle de repos pour les résidents ». 
La gestion de l'établissement a été confiée à l'association gestionnaire Fondation des amis de l'atelier, qui déclare en 2021 qu'il s'agit du plus gros foyer qu'ils aient à gérer,. Il est géré sous statut privé à but non-lucratif. Théoriquement, chaque adulte doit « bénéficier d’un projet d’accompagnement personnalisé qui prendra en compte ses demandes et ses besoins », et une équipe éducative, paramédicale et médicale qui devrait être de 190 professionnels à terme, doit se charger des accompagnements.
À ses débuts, ce FAM est présenté comme une « structure pilote » dont le modèle est prévu pour s'étendre à toute la France.

## Affaires de maltraitances
En juin 2024, un groupe de salariés et d'anciens salariés alerte de maltraitances sur les résidents du FAM de Bécheville. Trois ans après l'ouverture, seules 30 % des places sont occupées, et il existe de grosses difficultés pour recruter du personnel qualifié, ce qui a mené à l'autorisation de personnes non-qualifiées à distribuer leurs médicaments aux résidents. Le turn-over atteint 25 % sur un an, un management toxique étant mis en cause, avec 4 directeurs de site différents qui se sont succédé. Plusieurs salariés témoignent aussi de maltraitances contre les patients schizophrènes par l'équipe de nuit, qui les prive du badge leur permettant de sortir. 
Cinq directeurs se succèdent entre l'ouverture et 2025, et trente démissions sont enregistrées en l'espace de six mois, l’inspection du travail réceptionnant une trentaine de dossiers de personnels du FAM arrêtés pour « burn-out » ou « souffrance au travail ».
Le 13 février 2025, une inspection de l'établissement est organisée par l’ARS et des représentants des départements de tutelle. En avril 2025, des salariés réunis en collectif dénoncent une situation critique et des « dérives alarmantes », avec un absentéisme de 75 % parmi le personnel et des maltraitances mettant en danger la vie des résidents, telles que des erreurs de médicaments, une impossibilité pour les résidents utilisant la langue des signes de communiquer faute d'interlocuteur qui la maîtrise, et des enfermements de résidents dans leur chambre à la suite de pertes de clés,. Une témoin cite aussi des résidents autistes « laissés en plan sur le parking d’Auchan, dans un camion du foyer fermé à clé », pendant que les professionnels supposés les encadrer étaient partis faire des courses. Des résidents adultes sont forcés à porter des couches car « c'est plus pratique » pour le personnel.
Le 9 avril, la mère d'un résident autiste maltraité entame une grève de la faim. En mai 2025, neuf associations alertent la ministre de la santé Catherine Vautrin, la ministre de la justice Valérie Pécresse, et les présidents des Yvelines et des Hauts-de-Seine, sur les maltraitances systémiques et le turn-over du personnel à travers un courrier, signalant une « urgence absolue »,.
Le 2 juin 2025, la ministre déléguée au Handicap, Charlotte Parmentier-Lecocq, visite la structure pendant plus de deux heures avec le maire des Mureaux François Garay, les députées Béatrice Piron et Dieynaba Diop, le sous-préfet de Mantes-la-Jolie Éric Zabouraeff et  la conseillère départementale chargée de l’autonomie Marie-Hélène Aubert, la presse étant interdite de couvrir cette visite ; la ministre déclare que le foyer « repose sur un projet atypique, notamment au regard de sa taille et de sa capacité d’accueil. Cela nous interpelle collectivement. Aujourd’hui, l’établissement a besoin de marquer un temps de pause dans son déploiement » ; le collectif de salariés à l'origine de l'alerte dénonce une « présentation de façade ». Un rapport provisoire, initialement prévu pour mi-juin 2025, devrait être rendu fin juillet de la même année.